# Străzile groazei (trilogie)
Străzile groazei (în engleză The Fear Street) este o serie de trei filme americane de groază regizate de Leigh Janiak, după scenarii și povestiri pe care le-a scris împreună cu alți colaboratori, bazate pe seria de cărți cu același nume a lui R. L. Stine. Povestirea principală se concentrează în jurul unor adolescenți care se străduiesc să rupă blestemul care s-a abătut asupra orașului lor de sute de ani. Produse și dezvoltate de 20th Century Fox și Chernin Entertainment, drepturile de autor ale filmelor au fost achiziționate în cele din urmă de Netflix după ce Walt Disney Company a cumpărat 21st Century Fox. 
Cele trei producții au fost filmate în același timp și au fost lansate ca Netflix Original Films în iulie 2021.

## Filme
| Film                                                             | Premiera SUA  | Regizor      | Scenariști                                   | Poveste de                                     | Producători                                 |
| ---------------------------------------------------------------- | ------------- | ------------ | -------------------------------------------- | ---------------------------------------------- | ------------------------------------------- |
| Fear Street Part One: 1994 (Străzile groazei - Partea 1: 1994)   | 2 iulie 2021  | Leigh Janiak | Phil Graziadei & Leigh Janiak                | Kyle Killen and Phil Graziadei & Leigh Janiak  | Peter Chernin, Jenno Topping și David Ready |
| Fear Street Part Two: 1978 (Străzile groazei - Partea 2: 1978)   | 9 iulie 2021  | Leigh Janiak | Zak Olkewicz and Leigh Janiak                | Zak Olkewicz and Phil Graziadei & Leigh Janiak | Peter Chernin, Jenno Topping și David Ready |
| Fear Street Part Three: 1666 (Străzile groazei - Partea 3: 1666) | 16 iulie 2021 | Leigh Janiak | Phil Graziadei & Leigh Janiak și Kate Trefry | Phil Graziadei & Leigh Janiak și Kate Trefry   | Peter Chernin, Jenno Topping și David Ready |

### Străzile groazei - Partea 1: 1994
După o serie de ucideri brutale, o adolescentă și prietenii ei urmăresc o forță malefică care a afectat orașul lor notoriu de secole. Bine ați venit în Shadyside.
Filmul a fost lansat la 2 iulie 2021. Janiak îl descrie ca fiind influențat de filmele slasher din anii 1990, în special de Scream - Țipi... sau fugi!.

### Străzile groazei - Partea 2: 1978
În orașul blestemat Shadyside, crimele în masă ale unui ucigaș terorizează Camp Nightwing și transformă o vară de distracție într-o luptă cumplită pentru supraviețuire.
Filmul a fost lansat la 9 iulie 2021. Janiak afirmă că a fost influențată de Vineri 13.

### Străzile groazei - Partea 3: 1666
Înapoi în 1666, Deena află adevărul despre Sarah Fier. În 1994, prietenii se luptă pentru viața lor - și pentru viitorul oraşului Shadyside.
Filmul a fost lansat la 16 iulie 2021. Janiak îl compară cu Lumea nouă.

### Planuri de viitor
În iulie 2021, regizoarea Leigh Janiak și-a exprimat interesul de a extinde seria de filme dincolo de această trilogie. Ea a declarat că este interesată de adaptarea unui film slasher care are loc în anii 1950 și se concentrează în jurul lui Harry Rooker / The Milkman. Membrii distribuției și-au exprimat în mod similar interesul de a reveni.

## Distribuție
| Personaj                        | Partea 1: 1994       | Partea 2: 1978                 | Partea 3: 1666                 |
| ------------------------------- | -------------------- | ------------------------------ | ------------------------------ |
| Deena Johnson                   | Kiana Madeira        | Kiana Madeira                  | Kiana Madeira                  |
| Samantha "Sam" Fraser           | Olivia Scott Welch   | Olivia Scott Welch             | Olivia Scott Welch             |
| Josh Johnson                    | Benjamin Flores Jr.  | Benjamin Flores Jr.            | Benjamin Flores Jr.            |
| Kate Schmidt                    | Julia Rehwald        |                                | Julia Rehwald                  |
| Simon Kalivoda                  | Fred Hechinger       | Fred Hechinger                 |                                |
| Nick Goode                      | Ashley Zukerman      | Ashley Zukerman Ted Sutherland | Ashley Zukerman Ted Sutherland |
| Martin P. Franklin              | Darrell Britt-Gibson |                                | Darrell Britt-Gibson           |
| Heather Watkins                 | Maya Hawke           |                                |                                |
| Mary Lane                       | Jordana Spiro        | Jordana Spiro                  | Jordana Spiro                  |
| Ruby Lane                       | Jordyn DiNatale      | Jordyn DiNatale                | Jordyn DiNatale                |
| Sarah Fier                      | Elizabeth Scopel     | Elizabeth Scopel               | Elizabeth Scopel               |
| Christine "Ziggy" Berman        | Gillian Jacobs       | Gillian Jacobs Sadie Sink      | Gillian Jacobs Sadie Sink      |
| Cindy Berman                    |                      | Emily Rudd                     | Emily Rudd                     |
| Alice                           | Ryan Simpkins        | Ryan Simpkins                  |                                |
| Tommy Slater / Nightwing Killer | Cascador la dublaj   | McCabe Slye                    | McCabe Slye                    |
| Sheila                          |                      | Chiara Aurelia                 |                                |